# Gian Piero Gasperini
Gian Piero Gasperini (Grugliasco, 26 gennaio 1958) è un allenatore di calcio ed ex calciatore italiano, di ruolo centrocampista, tecnico della Roma.
Terminata la carriera da calciatore nel 1993, ha intrapreso quella da allenatore nelle giovanili della Juventus. Dopo un triennio al Crotone dal 2003 al 2006, ha guidato il Genoa dal 2006 al 2010. Nel 2013, dopo due brevi esperienze con l'Inter e il Palermo, ha fatto ritorno al Genoa. Tre anni dopo è passato all'Atalanta, a cui ha legato il suo nome come tecnico, vincendo una UEFA Europa League nel 2023-2024 e disputando tre finali di Coppa Italia (2019, 2021 e 2024) ed una finale di Supercoppa UEFA (2024).
A livello personale, è stato nominato due volte migliore allenatore AIC (2019 e 2020) e ha vinto due Panchine d'oro (2019 e 2020), una Panchina d'argento (2007) e una Panchina d'oro speciale (2025).

## Biografia
Soprannominato Gasp, diminutivo del suo cognome, è sposato ed è padre di due figli.
Nel 2011 viene insegnito dal CSEN del titolo di Cavaliere dello Sport.
Il 10 settembre 2019 ha ricevuto la cittadinanza onoraria di Bergamo; il 27 novembre successivo ha ricevuto la cittadinanza onoraria di Sauze d'Oulx, in provincia di Torino.

## Caratteristiche tecniche

### Allenatore
Riconosciuto come uno dei tecnici più influenti dell'era moderna (dal 2000). I moduli di cui fa uso più spesso sono il 3-4-3, il 3-4-2-1 e il 3-4-1-2; raramente utilizza anche il 3-5-2. Nella stagione 2021-2022 ha più volte impiegato il 4-2-3-1, anche per via dei tanti infortuni nel corso della stagione. Traendo ispirazione dal calcio totale, il suo gioco è contraddistinto da una grande aggressività in fase di non possesso, con la squadra che, tramite la marcatura a uomo, avanza sui riferimenti avversari anziché muoversi orizzontalmente, caratteristica in grado di mettere in difficoltà anche le squadre più organizzate. In fase di attacco a contraddistinguere le sue squadre sono lo sviluppo del gioco sulle fasce, l'occupazione in massa dell'area (anche da parte dei centrali difensivi) e l'inserimento dell'ala opposta. Predilige giocatori offensivi abili nel giocare sia sull'esterno che sulla trequarti, abbinati a punte classiche, ma in situazioni d'emergenza è abile nel trovare soluzioni alternative. A centrocampo affianca spesso mediani duttili, fisici ed abili in regia a mezzali di corsa in grado di dare equilibrio.
La prolificità e il gioco di Gasperini permettono di mandare in rete ogni componente della rosa, tanto che sia gli esterni di centrocampo sia i centrali difensivi hanno la possibilità di segnare svariati gol nel corso di una stagione. È in grado di applicare i suoi principi di gioco a tutti i componenti delle rose, motivo per cui le sue squadre sono in grado di mantenere un'identità nonostante un alto numero di ricambi schierati, affrontare ottimamente più competizioni nel corso della stagione e al tempo stesso valorizzare al massimo l'organico a disposizione.

## Carriera

### Giocatore

Un giovane Gasperini (accosciato, secondo da sinistra) con la squadra Primavera della Juventus nella stagione 1976-1977

Cresciuto nel N.A.G.C. (Nucleo Addestramento Giovani Calciatori), l'allora settore giovanile della Juventus, sotto la guida di Mario Pedrale, dall'età di 9 anni segue la trafila delle categorie giovanili fino alla squadra Primavera, in cui gioca, tra gli altri, assieme a Paolo Rossi, raggiungendo nel 1977 anche il debutto con la prima squadra di Giovanni Trapattoni in occasione della fase finale di Coppa Italia.
Viene quindi ceduto in prestito alla Reggiana, in Serie C, con la quale disputa il campionato 1977-1978, facendo ritorno a fine stagione a Torino, dove viene di nuovo impiegato come rincalzo nella fase finale di Coppa. Chiusa definitivamente l'esperienza juventina, nell'estate 1978 si trasferisce al Palermo, in Serie B, dove annovera tra le sue presenze la finale di Coppa Italia 1978-1979, persa proprio contro la Juventus.
Dopo due stagioni giocate con Cavese (Serie B) e Pistoiese (Serie C1), si trasferisce al Pescara, con cui conquista la promozione in Serie A nel 1987. In quegli anni Gasperini è il capitano della squadra biancazzurra.

Gasperini in azione al Pescara, nel 1988, tra gli interisti Serena e Altobelli

Con il Pescara esordisce in Serie A il 20 settembre 1987 in Pescara-Pisa (2-1), segnando una rete. Alla fine della stagione 1987-1988 le reti realizzate sono 7 (secondo marcatore della squadra dopo Blaž Slišković), che contribuiranno a quella che finora è l'unica salvezza raggiunta dagli abruzzesi in Serie A. Nella seconda stagione in massima serie segna 3 reti e i biancazzurri retrocedono in Serie B.
Dopo un'altra stagione al Pescara nei cadetti, nel 1990 è ceduto alla Salernitana, sempre in B, in un'annata che si chiude con la retrocessione in Serie C1 dopo lo spareggio col Cosenza. Chiude la carriera nel 1993, a 35 anni, dopo due stagioni alla Vis Pesaro in Serie C1. In carriera ha totalizzato complessivamente 59 presenze e 10 reti in Serie A e 298 presenze e 25 reti in Serie B.

### Allenatore

#### Esordi: giovanili della Juventus, Crotone

Gasperini (in piedi, primo da sinistra) tecnico della squadra Primavera juventina vittoriosa nell'edizione 1998 del Torneo Internazionale Carlin's Boys

Il passaggio tra il campo e la panchina è simultaneo: nel 1993 è alla Sisport con una squadra esordienti.
Poi nel 1994 entra nello staff del settore giovanile della Juventus: siede sulle panchine delle squadre Giovanissimi per due anni, Allievi per altri due anni e dal 1998 guida la Primavera, trionfando con quest'ultima nel Torneo di Viareggio 2003.
È poi divenuto l'allenatore del Crotone nell'estate del 2003, conducendo la società calabrese alla promozione in Serie B nella Serie C1 2003-2004 grazie alla vittoria dei play-off. Esonerato a favore di Andrea Agostinelli nel dicembre 2004, viene poi richiamato in sostituzione di quest'ultimo nell'aprile 2005. È stato inoltre insegnante al corso della FIGC per i futuri tecnici.

#### Genoa
Nell'estate 2006 diviene allenatore del Genoa, squadra che guida alla promozione in Serie A nel giugno 2007. Ad inizio 2008 riceve la Panchina d'argento, premio riservato ai tecnici che nella stagione precedente militavano in serie cadetta.
Il campionato 2007-08 vede il Grifone classificarsi al nono posto, dopo aver mantenuto speranze di qualificazione all'Europa sino a primavera. Nel torneo seguente i rossoblu chiudono invece in quinta posizione – a pari merito con la Fiorentina, favorita però dagli scontri diretti – accedendo all'Europa League. Il 28 novembre 2009 stabilisce un primato, conseguendo la terza vittoria di fila nelle stracittadine genovesi. Dopo l'eliminazione nella fase a gironi della coppa europea, i liguri terminano il campionato al nono posto.

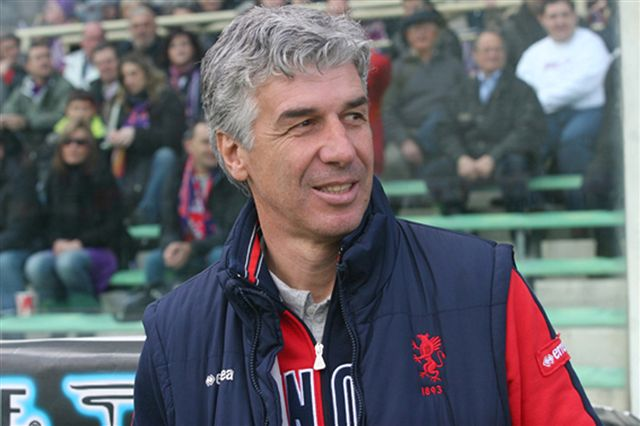
Gasperini sulla panchina del Genoa nel 2008

Nel novembre 2010, dopo un avvio di campionato con soli 11 punti in 10 giornate, viene esonerato e sostituito da Davide Ballardini.

#### Inter
Nell'estate 2011 firma un contratto di due anni con l'Inter, reduce dalla vittoria del Mondiale per club. Le richieste di mercato avanzate da Gasperini non vengono soddisfatte dalla società nerazzurra, cosicché il tecnico si ritrova una rosa incompleta in diversi ruoli. Battuto dal Milan in Supercoppa italiana, Gasperini rimedia altre tre sconfitte in quattro uscite; il rendimento negativo comporta il suo esonero tramite rescissione consensuale del contratto, dopo la battuta d'arresto con il neopromosso Novara; gli subentra Claudio Ranieri.
Le statistiche in nerazzurro fanno di lui uno dei due allenatori nella storia del club, insieme al «traghettatore» Corrado Verdelli, che nel 2003 guidò la squadra per una sola partita, a non aver riportato alcuna vittoria in partite ufficiali.

#### Palermo
Il 16 settembre 2012 diventa l'allenatore del Palermo, prendendo il posto di Giuseppe Sannino, esonerato a seguito di un solo punto ottenuto nelle prime tre giornate di campionato 2012-13, firmando un contratto annuale con automatico rinnovo in caso di permanenza in massima serie, con 500.000 euro di ingaggio e altri 300.000 in caso di salvezza o anticipato esonero; per la prima volta in Italia, infatti, nel contratto è stata inserita una clausola anti-esonero – voluta dallo stesso Gasperini – che imporrebbe al presidente rosanero Maurizio Zamparini (noto per aver esonerato numerosi allenatori nel corso degli anni) di pagare al tecnico torinese un indennizzo economico qualora decidesse di allontanarlo anticipatamente.
Tornato in Sicilia dopo il quinquennio 1978-1983 da calciatore, si avvale della collaborazione di Ivan Jurić come allenatore in seconda, Tullio Gritti collaboratore tecnico, Antonio Pintus e Luca Trucchi preparatori atletici, Franco Paleari preparatore dei portieri. Esordisce in panchina rosanero il 23 settembre seguente all'Atleti Azzurri d'Italia di Bergamo perdendo 1-0 con l'Atalanta nella quarta giornata di campionato. Il 24 novembre vince il derby col Catania 3-1. Tre giorni dopo la squadra rosanero viene eliminata dalla Coppa Italia, perdendo 2-1 il quarto turno con il Verona.
Il 4 febbraio 2013, dopo la sconfitta interna sempre a opera dell'Atalanta per 1-2 alla 23ª giornata e con la squadra all'ultimo posto in classifica, viene esonerato in favore di Alberto Malesani. Il 24 febbraio seguente, dopo tre partite, torna alla guida del Palermo sostituendo Malesani, esonerato a sua volta. Dopo il pareggio 0-0 col Torino e la sconfitta casalinga 1-2 col Siena, l'11 marzo rescinde consensualmente il contratto con la società e viene sostituito successivamente dal suo primo predecessore, ovvero Sannino. Ha ottenuto 17 punti in 22 partite.

#### Ritorno al Genoa
Il 29 settembre 2013 torna al Genoa a distanza di tre anni, dove firma un contratto triennale sostituendo l'esonerato Fabio Liverani. Lo staff tecnico è completato dal vice allenatore Tullio Gritti, dal preparatore atletico Alessandro Pilati, dal preparatore dei portieri Gianluca Spinelli, dal fisioterapista Paolo Barbero e dall'assistente tecnico Ivan Jurić.
Arrivato sulla panchina ligure alla 6ª giornata, con la squadra al quartultimo posto, dopo otto partite la porta al settimo posto solitario in classifica. Il 6 gennaio 2014, grazie al successo per 2-0 sul Sassuolo, porta il Genoa a raggiungiungere 500 vittorie in Serie A con la formula del girone unico. Chiude il campionato 2013-2014 al 13º posto a pari punti con l'Udinese (44 punti, di cui 40 fatti da Gasperini).
Confermato alla guida della squadra per la successiva stagione, alla 14ª giornata batte il Milan per 1-0 il 7 dicembre 2014, ottenendo il terzo posto solitario in classifica e raggiungendo le 100 vittorie sulla panchina del Genoa. Chiude la stagione con il Genoa raggiungendo il 6º posto nella Serie A ma non partecipa all'Europa League poiché alla società non viene concessa la licenza UEFA. L'8 giugno 2015 Gasperini prolunga il proprio contratto con il Genoa fino al 2017 con allungamento automatico al 2018. L'anno seguente conquista l'11º posto dopo aver raggiunto la salvezza matematica con largo anticipo. Il 5 giugno 2016 risolve il contratto con la società ligure.

#### Atalanta

##### L'inizio del ciclo (2016-2019)

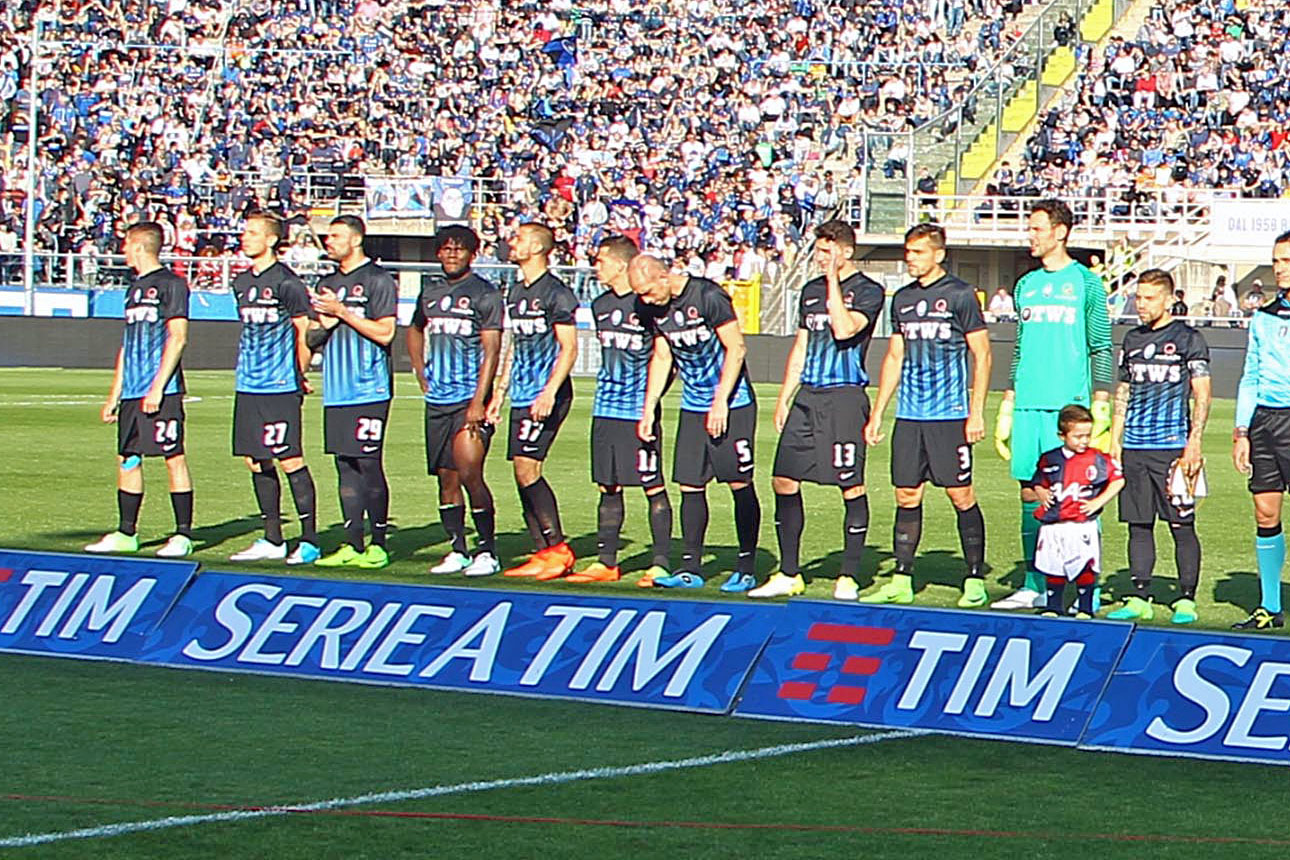
L'Atalanta della stagione 2016-2017, quarta classificata in Serie A e primo exploit del ciclo Gasperini

Il 14 giugno 2016 viene ufficializzato come nuovo tecnico dell'Atalanta. La sua nuova avventura inizia il 13 agosto nel terzo turno di Coppa Italia battendo per 3-0 la formazione della Cremonese. Il 21 agosto fa il suo debutto in campionato perdendo 4-3 in casa contro la Lazio. Ottiene la prima vittoria l'11 settembre battendo in rimonta il Torino per 2-1. Il suo inizio stagione è negativo e dopo una sconfitta casalinga con il Palermo (0-1), con la squadra al penultimo posto, viene messo in discussione dalla società. Dopo tale partita, tuttavia, la squadra è protagonista di un'inversione di tendenza che la porterà a battere Napoli, Inter e Roma, eguagliando la striscia di vittorie consecutive in Serie A (6), ed a chiudere il girone d'andata a 35 punti al 6º posto.
Il 27 maggio 2017 la Dea batte per 1-0 il Chievo, e il giorno successivo la Lazio perde per 3-1 in casa del Crotone; in virtù di ciò gli orobici sorpassano i biancocelesti, conquistando così il 4º posto, valido per la qualificazione ai gironi della UEFA Europa League 2017-2018, dalla quale usciranno ai sedicesimi di finale per mano del Borussia Dortmund (punteggio aggregato di 4-3 per i tedeschi) dopo aver vinto il girone con 14 punti, 3 in più dell'Olympique Lione. Dalla Coppa Italia viene eliminato in semifinale dalla Juventus (l'anno prima sempre i bianconeri lo avevano eliminato agli ottavi) mentre in campionato arriva 7º.
Qualificatosi quindi di nuovo all'Europa League, questa volta esce nei turni preliminari per mano del Copenaghen ai calci di rigore dopo aver eliminato FK Sarajevo e Hapoel Haifa. Nella stagione 2018-2019 l’Atalanta di Gasperini stupisce ancora: arriva fino in finale di Coppa Italia perdendo con la Lazio, dopo aver battuto per 3-0 la Juventus, in campionato arriva terza a pari punti con l’Inter (con però lo scontro diretto a favore) qualificandosi in Champions League per la prima volta nella sua storia. In questa annata la squadra bergamasca fa registrare alcuni record: per la prima volta si piazza sul podio del campionato (terza posizione) e per la prima volta chiude con il miglior attacco del campionato (con 77 gol segnati).

##### Le stagioni in Champions League (2019-2022)
Nella stagione successiva, ottiene la qualificazione agli ottavi di finale di Champions League. Il 3 febbraio 2020 vince la Panchina d'oro per la stagione 2018-2019. il 19 febbraio 2020 vince lo storico turno di andata di Champions League contro il Valencia per 4-1; mentre al ritorno, grazie a 4 gol di Josip Iličić, vince 4-3 a Valencia, passando così ai quarti di finale di Champions League. Sarà in questa fase che l'Atalanta viene sconfitta per 1-2 dal Paris Saint-Germain (poi sconfitto in finale dal Bayern Monaco), dopo che la squadra era rimasta in vantaggio fino al 90'. Perdendo l’ultima partita contro l’Inter per 0-2, dopo 17 risultati utili consecutivi e 7 vittorie di fila al Gewiss Stadium, termina il campionato ancora una volta al terzo posto, a soli 5 punti dalla Juventus campione d’Italia, con il record storico di 78 punti e 98 gol segnati, qualificandosi così per la seconda volta in Champions.
Nella stagione 2020-2021 raggiunge dopo due anni la finale di Coppa Italia, dove perde 2-1 contro la Juventus. In Champions League viene eliminato agli ottavi contro il Real Madrid, in questa competizione batte il Liverpool 2-0 ad Anfield nei gironi, diventando così la quinta squadra italiana a battere i Reds in trasferta. In campionato arriva nuovamente terzo a 78 punti, dopo aver lottato fino all'ultima giornata per il secondo posto con il Milan, perdendo questa battaglia all'ultima giornata proprio contro i rossoneri, qualificandosi comunque per la terza volta alla Champions League. Con 90 gol fatti, la squadra nerazzurra chiude per il terzo anno consecutivo con il miglior attacco del campionato.
La stagione successiva, chiude il girone d'andata al quarto posto con 38 punti, ma nel girone di ritorno la squadra bergamasca subisce un enorme calo, ottenendo solo 21 punti, chiudendo il campionato all'ottavo posto, mancando la qualificazione alle coppe europee per la prima volta nella sua gestione sulla panchina orobica. In Champions League invece conclude il girone al terzo posto, retrocedendo in Europa League, da dove viene eliminato ai quarti dal RB Lipsia, e in Coppa Italia si ferma ai quarti, perdendo 2-3 contro la Fiorentina.

##### La vittoria dell'Europa League (2022-2025)

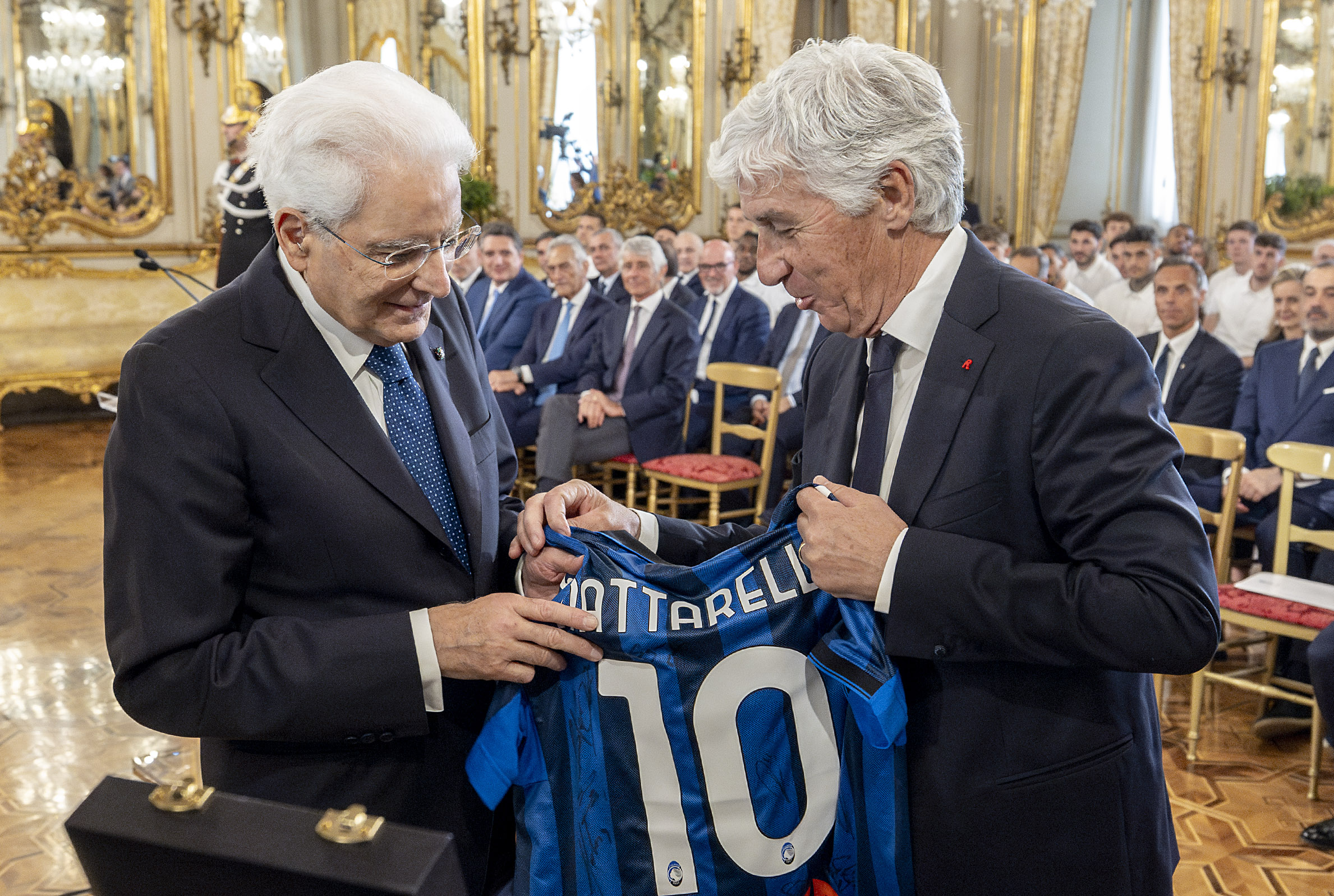
Gasperini (a destra) omaggia il presidente della Repubblica, Sergio Mattarella, con una maglia atalantina prima della finale di Coppa Italia 2023-2024

Nella stagione 2022-2023 l'Atalanta chiude il campionato al quinto posto, qualificandosi così per l'Europa League. In Coppa Italia, la squadra viene eliminata ai quarti di finale dai futuri vincitori dell'Inter. Nel corso della stagione Gasperini diviene l'allenatore col maggior numero di presenze sulla panchina dell'Atalanta, superando Emiliano Mondonico.
La stagione 2023-2024 si rivela per Gasperini molto positiva: il tecnico piemontese perde la finale di Coppa Italia contro la Juventus, ma guida gli orobici alla conquista dell'Europa League. Il trofeo viene vinto attraverso un percorso praticamente impeccabile; i neroazzurri, infatti, passano come primi nel girone per poi battere lo Sporting Lisbona agli ottavi, il Liverpool ai quarti (con un netto 0-3 ad Anfield), il Marsiglia in semifinale fino alla finale vinta ai danni del Bayer Leverkusen, nuovamente per 3-0 grazie alla tripletta di Ademola Lookman, interrompendo anche la striscia di imbattibiltà dei tedeschi durata tutta la stagione. Gasperini è divenuto, all'età di 66 anni e 4 mesi, l'allenatore più anziano ad aver mai vinto il trofeo. La conquista dell'Europa League ha qualificato l'Atalanta per la Supercoppa UEFA a Varsavia in cui la Dea viene battuta per 2-0 nonostante una buona prova della squadra.
Nella stagione seguente, i bergamaschi si piazzano al 9º posto nella nuova fase campionato di Champions League, venendo poi eliminati agli spareggi dal Club Bruges; in campionato, invece, arrivano terzi, ottenendo così un'altra qualificazione (la quinta in sei stagioni) alla massima competizione europea.
Il 31 maggio 2025, Gasperini ha ufficializzato la fine del proprio accordo con l'Atalanta attraverso una lettera pubblicata dall'Eco di Bergamo; l'annuncio è stato confermato dal club orobico il giorno seguente.

#### Roma
Il 6 giugno 2025, viene ufficializzato come nuovo allenatore della Roma, firmando un contratto valido fino al 2028.

### Commentatore sportivo
Nell'estate 2010, in occasione del Mondiale sudafricano, è stato opinionista in studio a Johannesburg per Mondiale Rai Sprint e Mondiale Rai Sera su Rai 1.
Il 23 novembre 2011, in occasione della partita di Champions League tra Milan e Barcellona, ha esordito come commentatore tecnico sempre sulla stessa rete affiancando Gianni Cerqueti.
Nel 2012 è opinionista dei pre e post partita degli Europei nella trasmissione Rai condotta da Franco Lauro.

## Statistiche

### Presenze e reti nei club
| Stagione           | Squadra            | Campionato         | Campionato | Campionato | Coppe nazionali | Coppe nazionali | Coppe nazionali | Coppe continentali | Coppe continentali | Coppe continentali | Altre coppe | Altre coppe | Altre coppe | Totale | Totale |
| Stagione           | Squadra            | Comp               | Pres       | Reti       | Comp            | Pres            | Reti            | Comp               | Pres               | Reti               | Comp        | Pres        | Reti        | Pres   | Reti   |
| ------------------ | ------------------ | ------------------ | ---------- | ---------- | --------------- | --------------- | --------------- | ------------------ | ------------------ | ------------------ | ----------- | ----------- | ----------- | ------ | ------ |
| 1976-1977          | Juventus           | A                  | 0          | 0          | CI              | 3               | 0               | CU                 | 0                  | 0                  | -           | -           | -           | 3      | 0      |
| 1977-mag. 1978     | Reggiana           | C                  | 16         | 0          | CI-S            | 3               | 1               | -                  | -                  | -                  | -           | -           | -           | 19     | 1      |
| mag.-giu. 1978     | Juventus           | A                  | -          | -          | CI              | 6               | 1               | CC                 | -                  | -                  | -           | -           | -           | 6      | 1      |
| Totale Juventus    | Totale Juventus    | Totale Juventus    | 0          | 0          |                 | 9               | 1               |                    | 0                  | 0                  |             | -           | -           | 9      | 1      |
| 1978-1979          | Palermo            | B                  | 18         | 0          | CI              | 1               | 0               | -                  | -                  | -                  | -           | -           | -           | 19     | 0      |
| 1979-1980          | Palermo            | B                  | 16         | 1          | CI              | 1               | 0               | -                  | -                  | -                  | -           | -           | -           | 17     | 1      |
| 1980-1981          | Palermo            | B                  | 23         | 4          | CI              | 3               | 0               | -                  | -                  | -                  | -           | -           | -           | 26     | 4      |
| 1981-1982          | Palermo            | B                  | 37         | 4          | CI              | 3               | 0               | -                  | -                  | -                  | -           | -           | -           | 40     | 4      |
| 1982-1983          | Palermo            | B                  | 34         | 2          | CI              | 5               | 1               | -                  | -                  | -                  | -           | -           | -           | 39     | 3      |
| Totale Palermo     | Totale Palermo     | Totale Palermo     | 128        | 11         |                 | 13              | 1               |                    | -                  | -                  |             | -           | -           | 141    | 12     |
| 1983-1984          | Cavese             | B                  | 34         | 2          | CI              | 5               | 1               | -                  | -                  | -                  | -           | -           | -           | 39     | 3      |
| 1984-1985          | Pistoiese          | C1                 | 34         | 4          | CI+CI-C         | 3+?             | 0+?             | -                  | -                  | -                  | -           | -           | -           | 37+    | 4+     |
| 1985-1986          | Pescara            | B                  | 35         | 4          | CI              | 2               | 0               | -                  | -                  | -                  | -           | -           | -           | 37     | 4      |
| 1986-1987          | Pescara            | B                  | 35         | 3          | CI              | 5               | 0               | -                  | -                  | -                  | -           | -           | -           | 40     | 3      |
| 1987-1988          | Pescara            | A                  | 27         | 7          | CI              | 6               | 2               | -                  | -                  | -                  | -           | -           | -           | 33     | 9      |
| 1988-1989          | Pescara            | A                  | 32         | 3          | CI              | 7               | 0               | -                  | -                  | -                  | -           | -           | -           | 39     | 3      |
| 1989-1990          | Pescara            | B                  | 31         | 4          | CI              | 4               | 2               | -                  | -                  | -                  | -           | -           | -           | 35     | 6      |
| Totale Pescara     | Totale Pescara     | Totale Pescara     | 160        | 21         |                 | 24              | 4               |                    | -                  | -                  |             | -           | -           | 184    | 25     |
| 1990-1991          | Salernitana        | B                  | 35+1       | 1          | CI              | 0               | 0               | -                  | -                  | -                  | -           | -           | -           | 36     | 1      |
| ago. 1991          | Salernitana        | C1                 | -          | -          | CI+CI-C         | 1+0             | 0               | -                  | -                  | -                  | -           | -           | -           | 1      | 0      |
| Totale Salernitana | Totale Salernitana | Totale Salernitana | 35+1       | 1          |                 | 1               | 0               |                    | -                  | -                  |             | -           | -           | 37     | 1      |
| 1991-1992          | Vis Pesaro         | C2                 | 31         | 2          | CI-C            | ?               | ?               | -                  | -                  | -                  | -           | -           | -           | 31+    | 2+     |
| 1992-1993          | Vis Pesaro         | C1                 | 30         | 1          | CI-C            | ?               | ?               | -                  | -                  | -                  | -           | -           | -           | 30+    | 1+     |
| Totale Vis Pesaro  | Totale Vis Pesaro  | Totale Vis Pesaro  | 61         | 3          |                 | ?               | ?               |                    | -                  | -                  |             | -           | -           | 61+    | 3+     |
| Totale carriera    | Totale carriera    | Totale carriera    | 469        | 42         |                 | 55+             | 7+              |                    | 0                  | 0                  |             | -           | -           | 527+   | 50+    |

### Statistiche da allenatore
Statistiche aggiornate al 1º luglio 2025. In grassetto le competizioni vinte.
| Stagione        | Squadra         | Campionato      | Campionato | Campionato | Campionato | Campionato | Coppe nazionali | Coppe nazionali | Coppe nazionali | Coppe nazionali | Coppe nazionali | Coppe continentali | Coppe continentali | Coppe continentali | Coppe continentali | Coppe continentali | Altre coppe | Altre coppe | Altre coppe | Altre coppe | Altre coppe | Totale | Totale | Totale | Totale | % Vittorie | Piazzamento                    |
| Stagione        | Squadra         | Comp            | G          | V          | N          | P          | Comp            | G               | V               | N               | P               | Comp               | G                  | V                  | N                  | P                  | Comp        | G           | V           | N           | P           | G      | V      | N      | P      | %          | Piazzamento                    |
| --------------- | --------------- | --------------- | ---------- | ---------- | ---------- | ---------- | --------------- | --------------- | --------------- | --------------- | --------------- | ------------------ | ------------------ | ------------------ | ------------------ | ------------------ | ----------- | ----------- | ----------- | ----------- | ----------- | ------ | ------ | ------ | ------ | ---------- | ------------------------------ |
| 2003-2004       | Crotone         | C1              | 34+4       | 19+2       | 8+1        | 7+1        | CI-C            | 12              | 7               | 2               | 3               | -                  | -                  | -                  | -                  | -                  | -           | -           | -           | -           | -           | 50     | 28     | 11     | 11     | 56,00      | 2º (prom.)                     |
| 2004-2005       | Crotone         | B               | 25         | 8          | 9          | 8          | CI              | 3               | 1               | 1               | 1               | -                  | -                  | -                  | -                  | -                  | -           | -           | -           | -           | -           | 28     | 9      | 10     | 9      | 32,14      | Eson., Sub., 16º               |
| 2005-2006       | Crotone         | B               | 42         | 18         | 9          | 15         | CI              | 2               | 1               | 0               | 1               | -                  | -                  | -                  | -                  | -                  | -           | -           | -           | -           | -           | 44     | 19     | 9      | 16     | 43,18      | 9º                             |
| Totale Crotone  | Totale Crotone  | Totale Crotone  | 101+4      | 45+2       | 26+1       | 30+1       |                 | 17              | 9               | 3               | 5               |                    | -                  | -                  | -                  | -                  |             | -           | -           | -           | -           | 122    | 56     | 30     | 36     | 45,90      |                                |
| 2006-2007       | Genoa           | B               | 42         | 23         | 9          | 10         | CI              | 5               | 3               | 0               | 2               | -                  | -                  | -                  | -                  | -                  | -           | -           | -           | -           | -           | 47     | 26     | 9      | 12     | 55,32      | 3º (prom.)                     |
| 2007-2008       | Genoa           | A               | 38         | 13         | 9          | 16         | CI              | 2               | 1               | 0               | 1               | -                  | -                  | -                  | -                  | -                  | -           | -           | -           | -           | -           | 40     | 14     | 9      | 17     | 35,00      | 10º                            |
| 2008-2009       | Genoa           | A               | 38         | 19         | 11         | 8          | CI              | 3               | 2               | 0               | 1               | -                  | -                  | -                  | -                  | -                  | -           | -           | -           | -           | -           | 41     | 21     | 11     | 9      | 51,22      | 5º                             |
| 2009-2010       | Genoa           | A               | 38         | 14         | 9          | 15         | CI              | 1               | 0               | 0               | 1               | UEL                | 8                  | 3                  | 2                  | 3                  | -           | -           | -           | -           | -           | 47     | 17     | 11     | 19     | 36,17      | 9º                             |
| lug.-nov. 2010  | Genoa           | A               | 10         | 3          | 2          | 5          | CI              | 1               | 1               | 0               | 0               | -                  | -                  | -                  | -                  | -                  | -           | -           | -           | -           | -           | 11     | 4      | 2      | 5      | 36,36      | Eson.                          |
| lug.-set. 2011  | Inter           | A               | 3          | 0          | 1          | 2          | CI              | -               | -               | -               | -               | UCL                | 1                  | 0                  | 0                  | 1                  | SI          | 1           | 0           | 0           | 1           | 5      | 0      | 1      | 4      | &0,00      | Eson.                          |
| 2012-2013       | Palermo         | A               | 22         | 3          | 8          | 11         | CI              | 1               | 0               | 0               | 1               | -                  | -                  | -                  | -                  | -                  | -           | -           | -           | -           | -           | 23     | 3      | 8      | 12     | 13,04      | Sub., Eson., Sub., Resc. cons. |
| ott. 2013-2014  | Genoa           | A               | 32         | 10         | 10         | 12         | CI              | -               | -               | -               | -               | -                  | -                  | -                  | -                  | -                  | -           | -           | -           | -           | -           | 32     | 10     | 10     | 12     | 31,25      | Sub., 14º                      |
| 2014-2015       | Genoa           | A               | 38         | 16         | 11         | 11         | CI              | 2               | 1               | 0               | 1               | -                  | -                  | -                  | -                  | -                  | -           | -           | -           | -           | -           | 40     | 17     | 11     | 12     | 42,50      | 6º                             |
| 2015-2016       | Genoa           | A               | 38         | 13         | 7          | 18         | CI              | 1               | 0               | 0               | 1               | -                  | -                  | -                  | -                  | -                  | -           | -           | -           | -           | -           | 39     | 13     | 7      | 19     | 33,33      | 11º                            |
| Totale Genoa    | Totale Genoa    | Totale Genoa    | 274        | 111        | 68         | 95         |                 | 15              | 8               | 0               | 7               |                    | 8                  | 3                  | 2                  | 3                  |             | -           | -           | -           | -           | 297    | 122    | 70     | 105    | 41,08      |                                |
| 2016-2017       | Atalanta        | A               | 38         | 21         | 9          | 8          | CI              | 3               | 2               | 0               | 1               | -                  | -                  | -                  | -                  | -                  | -           | -           | -           | -           | -           | 41     | 23     | 9      | 9      | 56,10      | 4º                             |
| 2017-2018       | Atalanta        | A               | 38         | 16         | 12         | 10         | CI              | 4               | 2               | 0               | 2               | UEL                | 8                  | 4                  | 3                  | 1                  | -           | -           | -           | -           | -           | 50     | 22     | 15     | 13     | 44,00      | 7º                             |
| 2018-2019       | Atalanta        | A               | 38         | 20         | 9          | 9          | CI              | 5               | 3               | 1               | 1               | UEL                | 6                  | 3                  | 3                  | 0                  | -           | -           | -           | -           | -           | 49     | 26     | 13     | 10     | 53,06      | 3º                             |
| 2019-2020       | Atalanta        | A               | 38         | 23         | 9          | 6          | CI              | 1               | 0               | 0               | 1               | UCL                | 9                  | 4                  | 1                  | 4                  | -           | -           | -           | -           | -           | 48     | 27     | 10     | 11     | 56,25      | 3º                             |
| 2020-2021       | Atalanta        | A               | 38         | 23         | 9          | 6          | CI              | 5               | 3               | 1               | 1               | UCL                | 8                  | 3                  | 2                  | 3                  | -           | -           | -           | -           | -           | 51     | 29     | 12     | 10     | 56,86      | 3º                             |
| 2021-2022       | Atalanta        | A               | 38         | 16         | 11         | 11         | CI              | 2               | 1               | 0               | 1               | UCL+UEL            | 6+6                | 1+4                | 3+1                | 2+1                | -           | -           | -           | -           | -           | 52     | 22     | 15     | 15     | 42,31      | 8º                             |
| 2022-2023       | Atalanta        | A               | 38         | 19         | 7          | 12         | CI              | 2               | 1               | 0               | 1               | -                  | -                  | -                  | -                  | -                  | -           | -           | -           | -           | -           | 40     | 20     | 7      | 13     | 50,00      | 5º                             |
| 2023-2024       | Atalanta        | A               | 38         | 21         | 6          | 11         | CI              | 5               | 3               | 0               | 2               | UEL                | 13                 | 8                  | 4                  | 1                  | -           | -           | -           | -           | -           | 56     | 32     | 10     | 14     | 57,14      | 4º                             |
| 2024-2025       | Atalanta        | A               | 38         | 22         | 8          | 8          | CI              | 2               | 1               | 0               | 1               | UCL                | 10                 | 4                  | 3                  | 3                  | SI+SU       | 1+1         | 0+0         | 0+0         | 1+1         | 52     | 27     | 11     | 14     | 51,92      | 3º                             |
| Totale Atalanta | Totale Atalanta | Totale Atalanta | 342        | 181        | 80         | 81         |                 | 29              | 16              | 2               | 11              |                    | 66                 | 31                 | 20                 | 15                 |             | 2           | 0           | 0           | 2           | 439    | 228    | 102    | 109    | 51,94      |                                |
| 2025-2026       | Roma            | A               | 0          | 0          | 0          | 0          | CI              | 0               | 0               | 0               | 0               | UEL                | 0                  | 0                  | 0                  | 0                  | -           | -           | -           | -           | -           | 0      | 0      | 0      | 0      | —          | in corso                       |
| Totale carriera | Totale carriera | Totale carriera | 746        | 342        | 184        | 220        |                 | 62              | 33              | 5               | 24              |                    | 75                 | 34                 | 22                 | 19                 |             | 3           | 0           | 0           | 3           | 886    | 409    | 211    | 266    | 46,16      |                                |

## Palmarès

### Giocatore

#### Club

##### Competizioni nazionali
- Campionato italiano di Serie B: 1

Pescara: 1986-1987
- Campionato italiano Serie C2: 1

Vis Pesaro: 1991-1992 (girone B)

### Allenatore

#### Club

##### Competizioni giovanili
- Torneo di Viareggio: 1

Juventus: 2003

##### Competizioni internazionali
- UEFA Europa League: 1

Atalanta: 2023-2024

#### Individuale
- Panchina d'argento: 1

2006-2007
- L'allenatore dei sogni: 1

2009
- Miglior allenatore dell'anno Gazzetta Sports Awards: 1

2017
- Gran Galà del calcio AIC: 2

Migliore allenatore: 2019, 2020
- Panchina d'oro: 2

2018-2019, 2019-2020
- Panchina d'oro: 1

Premio speciale: 2025

## Riconoscimenti

### Cittadinanze onorarie
| Comune       | Data investitura |
| ------------ | ---------------- |
| Bergamo      | 9 settembre 2019 |
| Sauze d'Oulx | 27 dicembre 2019 |
| Arenzano     | 2 settembre 2024 |